# Pavol Hudák
Pavol Hudák (ur. 7 października 1959 we Vranovie nad Topľou, zm. 18 stycznia 2011 w Popradzie) – słowacki poeta, dziennikarz i publicysta.

## Życiorys
Dorastał w miejscowości Vyšný Žipov. Po ukończeniu szkoły podstawowej i liceum we Vranowie nad Topľou (1975-1979) studiował na Wydziale Pedagogicznym Uniwersytetu Pavla Jozefa Szafarika w Preszowie (1979-1983). Podczas studiów co roku zdobywał nagrody z puli Akademicznego Preszowa, Wolkrovej Polianki lub innych konkursów. Pierwsze wiersze publikował w czasopismach Nové slovo mladých, Dotyky, Kultúrny život i innych. W okresie 1983–1992 pracował jako nauczyciel w szkole podstawowej w Popradzie. W latach 1992–1995 był redaktorem gazet lokalnych w Popradzie, a od 1995 r. redaktorem dziennika Nový Čas. Później pracował w gazecie Pravda, dzienniku Korzár, tygodnikach  Žurnál i Farmár.
Pavol Hudák jest jednym z najbardziej uznanych autorów. Poeta nadzwyczajnej delikatności, prawdziwej wypowiedzi. Autor scenariuszy audycji radiowych oraz tekstów do utworów muzycznych. Laureat wielu nagród literackich.
W 1992 r. wydał debiutancki zbiór poezji Brzoskwiniowy zmierzch, który jest poświęcony tematyce jego rodzinnego Zemplína, przeszłości indywidualnej i zbiorowej. Za tę książkę opublikowaną w Lewoczy przez Wydawnictwo Modrý Peter został wyróżniony Nagrodą Janka Kráľa, przyznawaną przez czasopismo Dotyku oraz Nagrodą Ivana Kraska, przyznawaną przez Słowacki Fundusz Literatury za najlepszy debiut roku. Za swój drugi zbiór, Sylwester 1999, otrzymał w 1994 r. Nagrodę VÚB dla najlepszego zbioru poezji dla dorosłych. W 1999 r. ukazał się jego trzeci zbiór, Zaćmienie Słońca. Na podstawie wcześniejszej twórczości wydał poetycki opus Sznur w domu powieszonego i inne wiersze (2003), zdobiony rysunkami malarza, Petra Kocáka z Preszowa.
Jego wiersze były tłumaczone na węgierski, polski i francuski. W Polsce wykładał na Uniwersytecie Warszawskim. Wiersz Chrystus wchodzi do Sarajewa wykorzystał znany kompozytor Ivan Hrušovský w pracy Requiem na koniec tysiąclecia. Utwór został przedstawiony podczas Muzycznego Festiwalu w Bratysławie, w 1999 roku. Zmarł 18 stycznia 2011.

## Twórczość
- 1992 – Brzoskwiniowy zmierzch
- 1994 – Sylwester 1999
- 1999 – Zaćmienie Słońca
- 2003 – Sznur w domu powieszonego